# جون کاناکوبو
جون کاناکوبو (انگلیسی: Jun Kanakubo؛ زادهٔ ۲۶ ژوئیهٔ ۱۹۸۷) بازیکن فوتبال اهل ژاپن است.
از باشگاه‌هایی که در آن بازی کرده‌است می‌توان به باشگاه فوتبال آویسپا فوکوئوکا و باشگاه فوتبال کاوازاکی فرونتال اشاره کرد.